# Gibson Thunderbird
Pour les articles homonymes, voir Thunderbird.

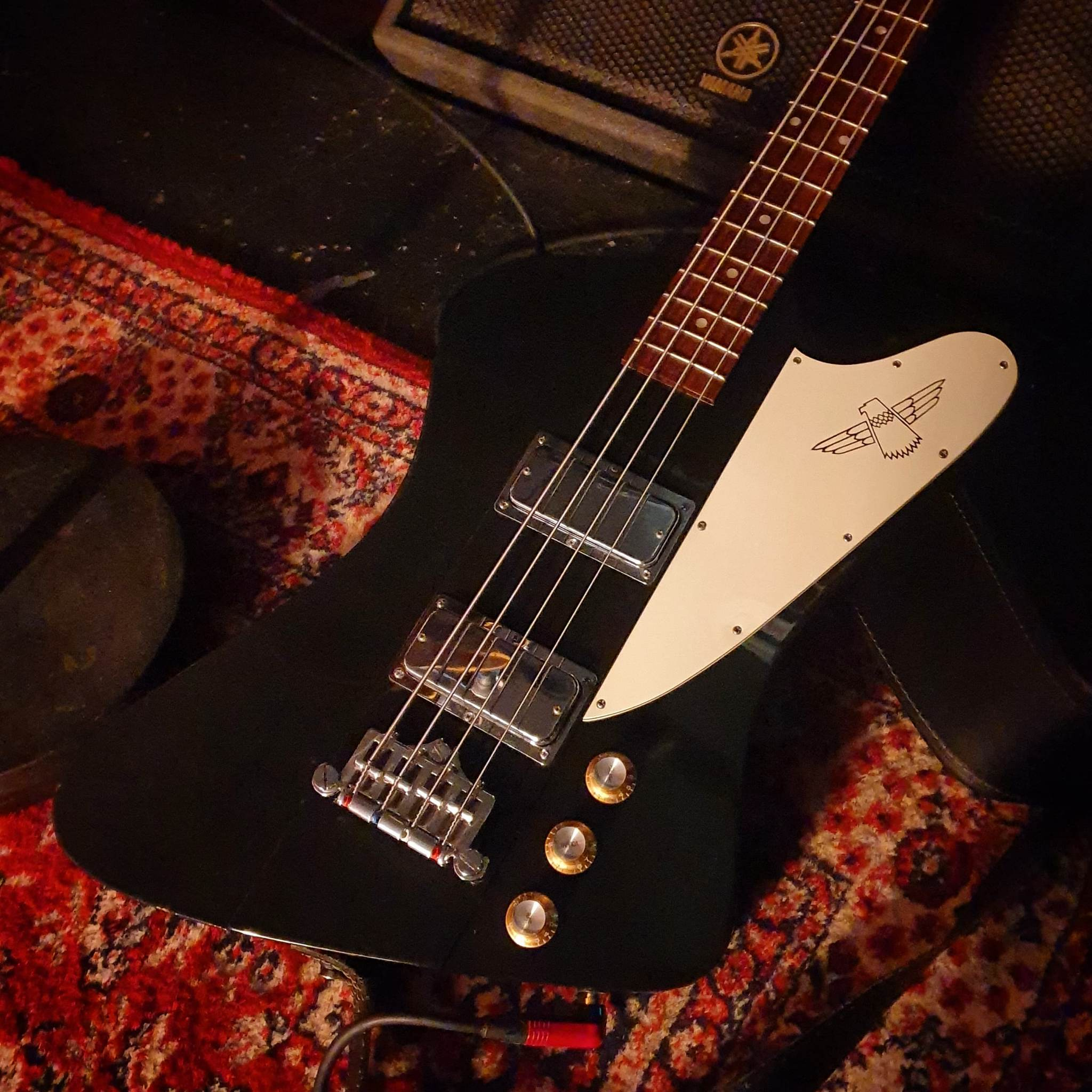
Une basse Gibson Thunderbird.

La Gibson Thunderbird est une guitare basse électrique produite par Gibson et Epiphone.

## Les Thunderbirds de 1963 à nos jours

### 1963-1965:Reverse body
Introduite en 1963, la Thunderbird est le premier modèle de guitare basse électrique à « diapason long » produit par Gibson. Au même titre que la Gibson Firebird apparue la même année, la Thunderbird a été conçue par Ray Dietrich, un ancien designer automobile que Ted McCarty (alors président de Gibson) a sorti de sa retraite dans le but de mettre au point une nouvelle forme de guitares « solid body ».
La Thunderbird possède un manche en acajou traversant le corps de l'instrument (on retrouve cette construction sur les modèles de guitares basses électriques de la série 4000 produite par Rickenbacker), des « aile » en acajou sont ensuite collées à la partie centrale du corps.

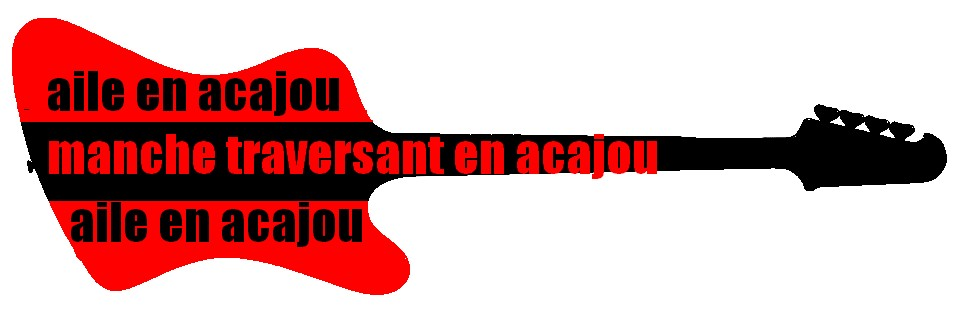
Un manche traversant et deux ailes.

Les deux premiers modèles, la Thunderbird II (un seul micro) et la Thunderbird IV (deux micros), ne seront produits qu'entre l'automne 1963 et mai 1965. En effet, la Thunderbird se vend peu, son prix étant plus élevé que les modèles proposés par les autres constructeurs (260 $ pour la Thunderbird II, 335 $ pour la Thunderbird IV). De plus, Léo Fender déclare reconnaître dans la Thunderbird la forme d'une Jazzmaster inversée : Gibson est contraint d'arrêter la production de la Thunderbird.

### 1966-1969:Non-reverse body

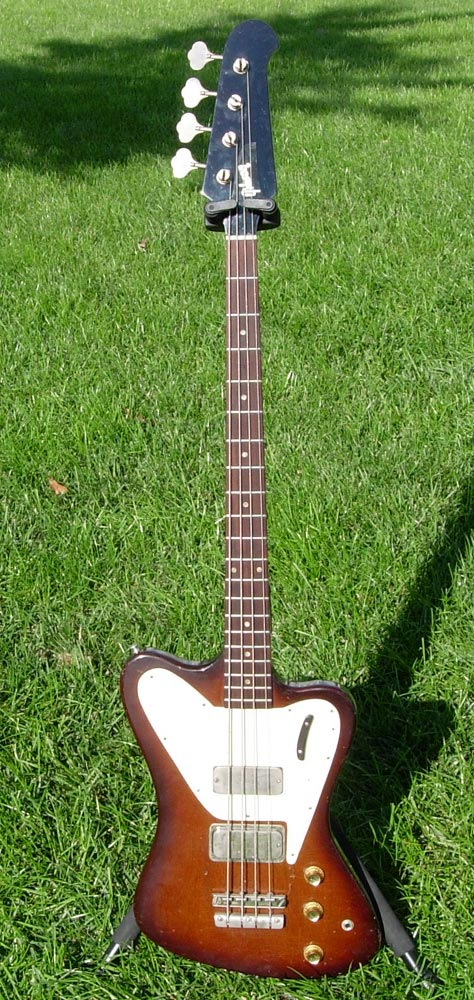
Gibson Thunderbird non-reverse body.

Les Thunderbirds II et IV se dévoilent dans une nouvelle version en 1966. Le manche est désormais collé comme sur les autres modèles de guitares basses électriques produites par Gibson. Le pickguard couvre une plus vaste partie du corps compte tenu de l'absence du bloc central surélevé que l'on trouve des modèles précédents. L'électronique (micros, potentiomètres) et l'accastillage (mécaniques, chevalet) utilisés sont identiques à ceux présents sur les Thunderbirds produites en 1963 et 1965.

### 1976-1979:Bicentennial bass
En 1976, Gibson réédite la Thunderbird dans sa forme originale (reverse body). L'année 1976 marquant l'année du 200e anniversaire de l'indépendance des États-Unis d'Amérique, cette nouvelle Thunderbird est surnommée Bicentennial bass (littéralement « la basse du Bicentenaire »). On trouve un nouveau chevalet (dit « à trois points ») sur cette Thunderbird, ainsi qu'un nouveau logo d'oiseau-tonnerre sur le pickguard aux couleurs du drapeau américain (ailes rouges et étoiles blanches sur fond bleu).
Contrairement aux modèles des années 1960, la Thunderbird des années 1970 n'est plus disponible qu'en un seul format : celui de la Thunderbird IV à deux micros. Les choix des coloris standards s'est, quant à lui, élargi en 1976. En effet, là où les Thunderbird II et IV reverse puis non-reverse n'étaient disponibles que dans une finition sunburst (il était toutefois possible pour 15 $ supplémentaire de choisir parmi un plus vaste éventail de couleurs), la Thunderbird produite entre 1976 et 1979 était disponible en 4 coloris : noir, naturel, sunburst et blanc (avec une tête peinte en blanche pour certains modèles).
Ce nouveau modèle de Thunderbird rencontre plus de succès que ses prédécesseurs mais reste moins populaire que les autres guitares basses proposées par Gibson à cette époque comme la Ripper, la Grabber ou la RD.

### 1987-2014: la Thunderbird IV moderne
La Thunderbird IV fait son grand retour à la fin des années 1980 dans une toute nouvelle version. L'accastillage chromé est remplacé par un accastillage noir, les mécaniques vintages de type « clover » font places à des mécaniques à bain d'huile moderne produites par Grover. Ce choix de clés plus petites et légères s'explique par le rétrécissement de la tête de l'instrument. En effet, celle-ci étant trop grosse et trop fragile, l'instrument était réputé pour pencher de manière assez importante : il est d'ailleurs très rare sur le marché de l'occasion de trouver une Thunderbird des années 1960 ou 1970 dont la tête n'a pas du être recollée. L'attache-sangle le plus proche du manche est depuis installé dans le dos de la basse et non plus sur la tranche supérieure. Bien que réduit, ce problème de « tête penchante » persiste. Les nouveaux micros, baptisés « TB Plus », sont recouverts d'un couvercle en plastique noir. Le cache-chevalet et le repose-main présents sur les modèles précédents sont abandonnés. L'entrée jack de l'instrument est désormais située sur la tranche inférieure de la basse.
En 2014, comme pour la plupart des guitares et basses produites par Gibson cette année-là, le repère de la 12e frette célèbre le 120e anniversaire de la marque. En 2015, Gibson tente une nouvelle évolution de la Thunderbird IV proposée depuis 1987. Les bassistes remplaçant régulièrement le chevalet à 3 points inchangé depuis les années 1970 par ceux proposés par Babicz ou Hipshot, plus faciles à régler et proposant une meilleure intonation, la marque décide d'installer les chevalets Babicz Full Contact sur les Thunderbirds. De nouveaux micros créés par Jim DeCola sont également présents sur cette basse. Ils sont accompagnés de deux « switches » permettant d'utiliser chaque micro en simple ou en double bobinage. La Thunderbird étant une basse au design et au son typé Rock, Gibson a peut-être essayé de rendre le modèle un peu plus polyvalent.
En 2016, Gibson ne propose aucune basse dans son catalogue. Il faut attendre 2018 pour que la Gibson Thunderbird réapparaisse. Les micros « TB Plus » sont de retour, les « switches » sont abandonnés : le chevalet Babicz est la seule pièce introduite en 2015 à avoir été maintenue dans le cahier des charges de cette nouvelle version de la Thunderbird. Il disparaît finalement pour les modèles fabriqués en 2019. La Thunderbird est disponible dans des finitions « vintage sunburst » et « heritage cherry » lors de la première partie de l'année 2019. En cours d'année, la Thunderbird subit de nouvelles modifications : l'accastillage (mécaniques, chevalet) est désormais chromé.

### Éditions spéciales

#### Custom Shop
Au début des années 1980, lorsque Henry Juszkiewicz et Dave Berryman rachètent la Gibson Corporation au groupe Norlin, le Gibson Custom Shop ouvre ses portes. Le Custom Shop est un atelier basé à Nashville, rassemblant des luthiers expérimentés, produisant des guitares sur mesures et des séries limités de très haute qualité.
En 1986, une réédition de la Thunderbird II est proposée par le Custom Shop. Les mécaniques utilisées sont des Schaller M4S plus petites que celles utilisées sur les modèles des années 1960 et 1970, car la tête de la Thunderbird II fabriquée par le Custom Shop est plus petite comme ce sera le cas sur le modèle standard que Gibson fabriquera l'année suivante. On trouve peu d'informations au sujet de ces basses. Bob Mayo, le bassiste et chanteur du groupe américain de Thrash Metal, Wargasm, jouait sur une Gibson Thunderbird II Custom Shop noire.
En 1991, un modèle de Thunderbird à 3 micros pouvait être fabriqué sur commande par le Custom Shop.

#### Signatures
Nikki Sixx, bassiste de Mötley Crüe, a eu le droit a plusieurs modèles de Thunderbirds « signatures ».
En 2000, la Blackbird apparaît dans le catalogue de Gibson : il s'agit d'une Thunderbird entièrement noire, dénuée de boutons de potentiomètres. Il est donc impossible de régler le volume et la tonalité des micros, la Blackbird est cependant équipée d'un « switch » permettant d'activer ou de désactiver les micros. Les repères en point sont remplacés par des croix de fer.
En 2008, une nouvelle basse signature Nikki Sixx voit le jour. Comme la Blackbird, cette nouvelle Thunderbird présente quelques spécificités. Tout d'abord, les deux ailes de la basse sont faites d'érable et non d'acajou comme c'était habituellement le cas avec les Thunderbird. Le pickguard est un miroir sur lequel le traditionnel logo représentant un oiseau-tonnerre est remplacé par deux X rouges, la signature de Nikki Sixx est d'ailleurs gravée sur le pickguard. Enfin, on retrouve les X rouges en repères à la 3e, 5e, 7e et 12e case. Contrairement à la Blackbird, la Thunderbird Nikki Sixx possède un réglage de tonalité et un réglage de volume mais le « switch » est toujours présent.

#### Divers
Un modèle baptisé « Thunderbird Studio » a été produit de 2005 à 2010. Cette version présentait d'importantes différences avec les modèles classiques : une tête plus petite, un manche collé, des bords arrondis et un accastillage chromé. La Thunderbird Studio était disponible en version 5 cordes.
En 2007, Gibson présentait chaque semaine une édition limitée à 400 exemplaires d'une de ses guitares sous l’appellation Guitar of the week (littéralement LA guitare de la semaine). Lors de la 11e semaine, c'est une Thunderbird IV aux ailes en zebrano (microberlinia bisulcata), un bois exotique africain, qui est révélée.
En 2011, une version à diapason court et à la finition « satiné » de la Thunderbird voit le jour.
En 2012, Gibson ajoute à son catalogue une réédition de la Thunderbird Non-Reverse produite durant la deuxième partie des années 1960. Cette version modernisée à l'accastillage noir était disponible en sunburst et en bleu pelham. Il s'agit de la seule réédition de la Thunderbird Non-Reverse à ce jour.
En 2013, pour célébrer le 50e anniversaire de la Gibson Thunderbird, Gibson propose une série limitée dorée. Il s'agit ni plus ni moins d'une Gibson Thunderbird IV comme Gibson en fabrique depuis 1987 mais dont l'accastillage (chevalet et mécaniques) est doré. Il est inscrit en lettres dorées 50th anniversary 1963-2013 sur le pickguard noir.

### Epiphone
De 1963 à 1969, Epiphone propose le modèle de basse Embassy. Il s'agit d'une basse au manche collé dont les micros et le chevalet sont identiques à ceux utilisés sur la Thunderbird à l'époque.
Depuis les années 1990, la filiale de Gibson commercialise une copie plus abordable de la Thunderbird IV. Celle-ci est fabriquée en Asie et son manche en érable est vissé. Elle était disponible en édition limitée en noir, rouge et blanc, le modèle standard est disponible en sunburst. Ce modèle servira également de base à la Epiphone Blackbird (signature Nikki Sixx) et à la Epiphone Thunderbird IV Gothic. Différents modèles à l'accastillage chromé ont été commercialisés au fil des années en éditions limitées.
Il existe également un modèle de Thunderbird à l'électronique active dans le catalogue d'Epiphone : la Thunderbird Pro-IV. Elle est également disponible en version cinq cordes et présente un manche traversant.
En 2012, la Epiphone Thunderbird IV Classic Pro fait son apparition. Ce nouveau modèle très proche du modèle proposé par Gibson (manche traversant, micros Gibson TB+) est vendu dans une finition sunburst et blanche.
En 2017, Epiphone met au point la Thunderbird Vintage Pro : une réplique de la Gibson Thunderbird IV du début des années 1960. Elle est disponible en sunburst, noir et blanc. La même année, la sous-marque de Gibson revisite la Embassy avec la Embassy Pro.

## Artistes
- Johnny Colt (The Black Crowes, Lynyrd Skynyrd, Train)
- Marc Éliard (Indochine)
- John Entwistle (The Who)
- Jared Followill (Kings Of Leon)
- Jackie Fox (The Runaways)
- Alvin Gibbs (UK Subs, Iggy Pop)
- Yves Giraud (Les Fatals Picards)
- Todd Kerns (Slash ft. Myles Kennedy & The Conspirators)
- Lemmy Killmister (Motörhead)
- Mandris (Shaka Ponk)
- Duff McKagan (Guns N Roses, Velvet Revolver)
- Shavo Odadjian (System Of A Down)
- Felix Pappalardi (Mountain)
- Tom Petersson (Cheap Trick)
- Frankie Poullain (The Darkness)
- Gene Simmons (KISS)
- Nikki Sixx (Mötley Crüe, Sixx:A.M., Brides of Destructions)
- Pete Way (UFO)
- Brian Wheat (Tesla)
- Leon Wilkeson (Lynyrd Skynyrd)